# Крістіан Санавія
Крістіан Санавія (італ. Cristian Sanavia; 27 лютого 1975) — італійський професійний боксер, чемпіон світу за версією WBC (2004) в другій середній вазі, чемпіон Європи за версією EBU в середній (2001—2002) і в другій середній вазі (2007—2008).

## Аматорська кар'єра
На Середземноморських іграх 1997 завоював бронзову медаль.

## Професіональна кар'єра
1 грудня 2001 року в своєму двадцять п'ятому бою переміг рішенням більшості француза Морраде Хаккара і завоював вакантний титул чемпіона Європи за версією EBU в середній вазі. 11 травня 2002 року в реванші зазнав першої поразки і втратив титул.
5 червня 2004 року переміг розділеним рішенням чемпіона світу за версією WBC в другій середній вазі німця Маркуса Беєра, а 9 жовтня 2004 року в реванші програв йому нокаутом в шостому раунді.
1 червня 2007 року завоював титул чемпіона Європи за версією EBU в другій середній вазі. Провівши один вдалий захист, 12 квітня 2008 року програв одностайним рішенням німцю Каро Мурату. В реванші 28 лютого 2009 року програв знову нокаутом в десятому раунді.
21 квітня 2012 року намагався відібрати звання чемпіона Європи за версією EBU в другій середній вазі у британця Джеймса Дегейла і програв нокаутом в четвертому раунді.